# Carry-On
Carry-On är en amerikansk action- och dramafilm, som hade premiär på Netflix den 13 december 2024. Filmen är regisserad av Jaume Collet-Serra efter ett manus skrivet av T.J. Fixman och Michael Green.

## Handling
Filmen utspelar sig på juldagen och kretsar kring en mystisk resenär som för att få ett farligt paket ombord på ett flygplan mutar en säkerhetsvakt.

## Rollista (i urval)
- Taron Egerton – Ethan Kopek
- Jason Bateman – den mystiske resenären
- Logan Marshall-Green
- Sofia Carson
- Danielle Deadwyler
- Theo Rossi
- Dean Norris
- Sinqua Walls
- Josh Brener
- Curtiss Cook